# Hanns Ruffin

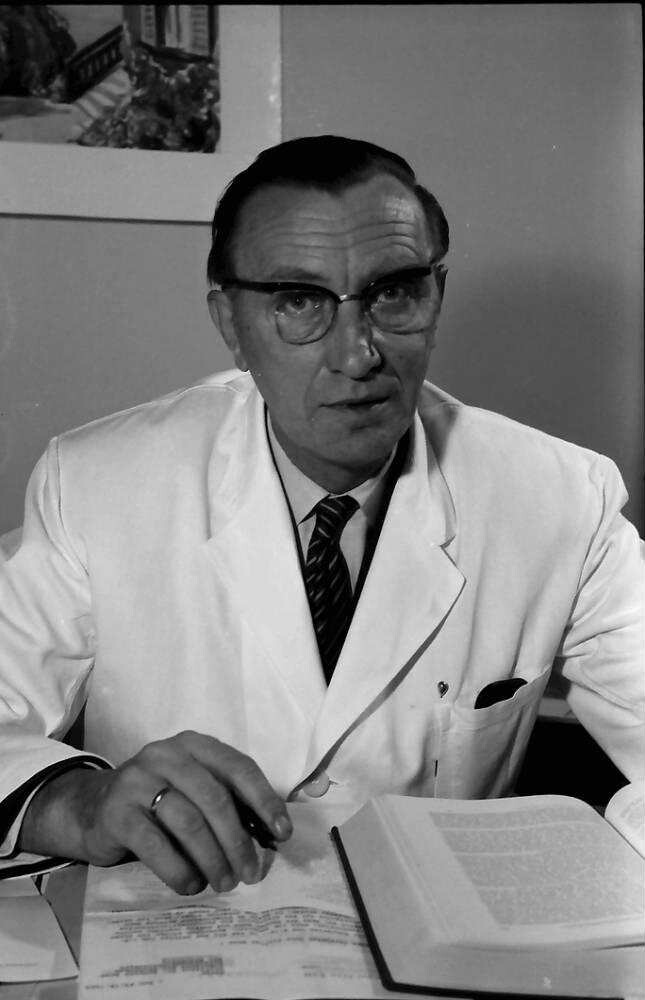
Hanns Ruffin (1960)

Hanns Ruffin (* 27. Februar 1902 in Mainz; † 6. Januar 1979 in Freiburg im Breisgau) war ein deutscher Mediziner. Er war Professor für Psychiatrie und Neurologie und von 1961 bis 1962 Rektor der Universität Freiburg.

## Leben
Ruffin schloss 1922 sein Abitur in Mainz ab und studierte anschließend von 1922 bis 1927 Medizin an den Universitäten Bonn, Breslau, Frankfurt am Main, Köln und Heidelberg. Im Juni 1927 machte er sein Medizinisches Staatsexamen an der Universität Heidelberg. Danach war er von 1927 bis 1928 Arzt in der Nervenklinik der Universität Heidelberg. Im Jahr 1928 war er zudem Medizinalpraktikant und Assistenzarzt im Bürgerhospital Saarbrücken und promovierte des Weiteren bei seinem Doktorvater Viktor von Weizsäcker an der Universität Heidelberg. Von 1932 bis 1934 war er Assistenzarzt in der Nervenklinik der Heidelberger Universität. Im Jahr 1933 erlangte er seine Habilitation an der Universität Köln und fing dort als Privatdozent an.
Er wechselte 1934 als Privatdozent und Oberarzt an die Universität Freiburg und blieb dort bis 1939. Bereits 1938 übernahm er eine Institutsleitung und war kommissarischer Leiter der Nervenklinik der Kölner Universität. Von 1939 bis 1946 war er als außerplanmäßiger Professor an der Universität Freiburg und als Direktor der Städtischen Nervenklinik Magdeburg tätig. Anschließend war er von 1946 bis 1951 ordentlicher Professor für Psychiatrie und Neurologie in der Psychiatrischen und Nervenklinik der Universität Mainz. Zudem übernahm er von 1947 bis 1951 eine Institutsleitung und wurde Direktor der Psychiatrischen und Nervenklinik. Von 1949 bis 1950 war er außerdem Dekan in der Medizinischen Fakultät der Mainzer Universität. Er wechselte 1951 zur Universität Freiburg als ordentlicher Professor und übernahm eine Institutsleitung und wurde Direktor der Nervenklinik. Dort lehrte er bis zu seiner Emeritierung im Jahr 1967. In den Jahren 1961 bis 1962 war er Rektor der Universität Freiburg.
Er war Mitglied der Allgemeinen Ärztlichen Gesellschaft für Psychotherapie und von 1959 bis 1969 deren Präsident. Des Weiteren war er bis 1933 Mitglied des Schülerbundes Juventus Mainz und von 1933 bis 1938 Mitglied der Vereinigung der Freunde von Burg Rothenfels.

## Politische Betätigung
Ruffin war von November 1933 bis Juli 1939 Mitglied der SA, er beantragte am 16. Juni 1937 die Aufnahme in die NSDAP und wurde rückwirkend  zum 1. Mai desselben Jahres aufgenommen (Mitgliedsnummer 4.584.463). Er wurde trotz seiner NSDAP-Mitgliedschaft vom Rat der Stadt Magdeburg als „Antifaschist“ anerkannt, da er während seiner Zeit als Direktor der Magdeburger Nervenklinik öfters Zwangsarbeitern, jüdischen Patienten und Regimegegnern half. Weil er der katholischen Quickbornbewegung, welche sich u. a. um Romano Guardini gruppierte, nahestand, wurde sein Haus schon vor seiner Zeit als Klinikdirektor von der Gestapo durchsucht.
Im Januar 1946 wurde er Mitglied der CDU.

## Veröffentlichungen (Auswahl)
- Hanns Ruffin: Das Altern in medizinischsoziologischer Sicht: [Rektoratsrede am 6. Mai 1961], Freiburg i. Br, Schulz, Freiburger Universitätsreden, 1962.
- Hanns Ruffin: Über die Gewinnung von Erlebnisinhalten des epileptischen Anfalls- und Ausnahmezustandes mit Hilfe von Wachsuggestion und Hypnose, Diss., Leipzig, Vogel, 1929.